# محمد بيلو
محمد بيلو (بالإنجليزية: Muhammed Bello)‏ هو سلطان سلطنة صكتو، ولد في 1781 في نيجيريا، وتوفي بنفس المكان في 1837.